# ميليسا مانشستر
ميليسا مانشستر (بالإنجليزية: Melissa Manchester)‏ هي مغنية وكاتبة أغاني وموسيقية وممثلة أمريكية، ولدت في 15 فبراير 1951 في ذا برونكس في الولايات المتحدة.

## أعمال

### أفلام
- مغامرات المخبر الشجاع[7][8][9]

## وصلات خارجية
- الموقع الرسمي
- ميليسا مانشستر على موقع IMDb (الإنجليزية)
- ميليسا مانشستر على موقع ميوزك برينز (الإنجليزية)
- ميليسا مانشستر على موقع أول موفي (الإنجليزية)
- ميليسا مانشستر على موقع قاعدة بيانات برودواي على الإنترنت (الإنجليزية)
- ميليسا مانشستر على موقع قاعدة بيانات الأفلام السويدية (السويدية)
- ميليسا مانشستر على موقع إن إن دي بي (الإنجليزية)
- ميليسا مانشستر على موقع ديسكوغز (الإنجليزية)
- ميليسا مانشستر على موقع قاعدة بيانات الفيلم (الإنجليزية)